# Let Go
Let Go er Avril Lavignes debutalbum fra 2002. På verdensplan er det solgt i omkring 15 mio. eksemplarer.

## Nummerliste
1. Losing Grip – 3:53
2. Complicated – 4:05
3. Sk8er Boi – 3:23
4. I'm with You – 3:44
5. Mobile – 3:31
6. Unwanted – 3:40
7. Tomorrow – 3:48
8. Anything but Ordinary – 4:12
9. Things I'll Never Say – 3:43
10. My World – 3:27
11. Nobody's Fool – 3:57
12. Too Much to Ask – 3:45
13. Naked – 3:29/4:27 1

1 Naked blev i Europa udgivet i en version med længere instrumentale dele.

## Trivia
Teksten på coveret er Avril Lavignes egen håndskrift. Teksten blev skrevet, da hun kedede sig på et hotelværelse. Pladeselskabet syntes om det og lod det trykke sammen med albumcoveret.